# Archiconops conspicuus
Archiconops conspicuus är en tvåvingeart som först beskrevs av Enrico Adelelmo Brunetti 1925.  Archiconops conspicuus ingår i släktet Archiconops och familjen stekelflugor.
Artens utbredningsområde är Uganda. Inga underarter finns listade i Catalogue of Life.